# Zuivelfabriek De Soester
Zuivelfabriek De Soester is een gemeentelijk monument aan de Middelwijkstraat 38 in Soest in de provincie Utrecht. Het gebouw was tot 1949 in bedrijf.
De zuivelfabriek met stoomvermogen werd gebouwd in 1907 en was in 1920 nog klein van opzet. In 1913 werd aan de voorkant een woonhuis gebouwd. In 1922 maakte architect P. Beekman het ontwerp voor een extra bouwlaag met mansardedak. De boterkelders zijn nog bewaard gebleven. In 1933 werd de boterfabriek groot verbouwd naar een ontwerp van de Soester architect Arnold Brouwer tot complex Coop Zuivelfabriek "De Soester". Hierbij verdween de mansardekap. Een paar jaar later werd de fabriek die inmiddels melkfabriek was geworden aan de achterzijde uitgebreid. In 1942 is er aan de achterzijde een nieuwe 26 meter hoge schoorsteen gebouwd; de enige die nog in Soest staat. Ter bescherming is deze tot gemeentelijk monument verklaard. Na de oorlog werd de Gooische Melkcentrale uit Hilversum eigenaar. De volgende exploitant was VIKA, die er poederkaas produceerde. Architect P. Beekman maakte het ontwerp voor een aanpassing in 1949. Het gebouw werd nadien gebruikt als meubel- en woonwinkel.
De Soester staat met de achterzijde gericht op de Stichtse spoorlijn van Baarn naar Den Dolder. Op de voorgevel staat in grote letters ZUIVELFABRIEK DE SOESTER. Daaronder is een om de hoek lopend balkon. Aan de voorzijde is een laad-en-losplatform.